# Nymphidium cachrus
Nymphidium cachrus är en fjärilsart som beskrevs av Fabricius 1787. Nymphidium cachrus ingår i släktet Nymphidium och familjen Riodinidae. Inga underarter finns listade i Catalogue of Life.

## Bildgalleri

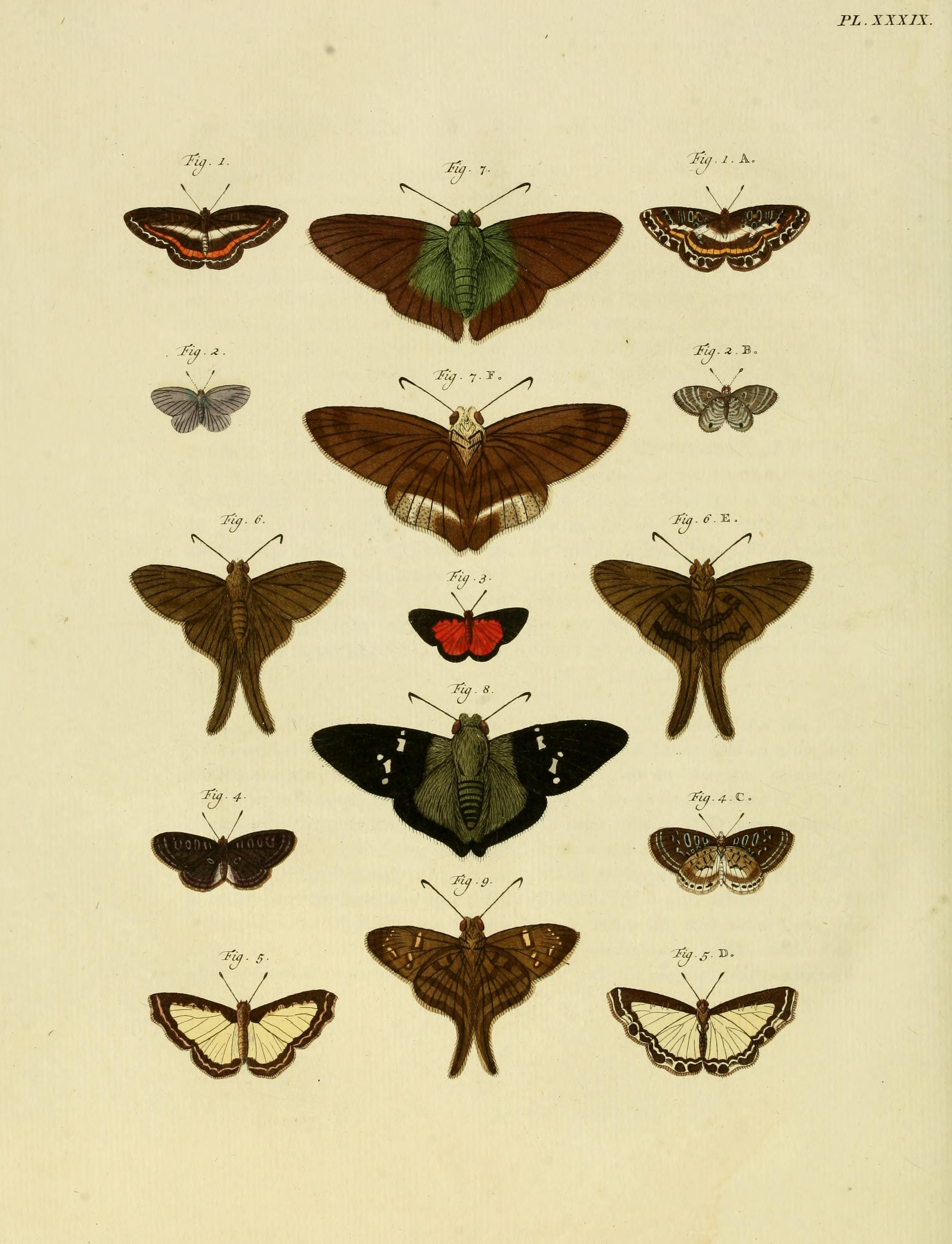